# Gegenübertragung
Als Gegenübertragung bezeichnet man in der Psychoanalyse eine Form der Übertragung, bei der ein Therapeut auf den Patienten (bzw. auf dessen aus Übertragungsphänomenen hervorgehenden Handlungen und Äußerungen) reagiert und seinerseits seine eigenen Gefühle, Vorurteile, Erwartungen und Wünsche auf diesen richtet. Der Therapeut verlässt hierbei aus verschiedenen Motiven – in der Regel vorübergehend – seine neutrale Position. Daher galt die Gegenübertragung in den Anfängen der Psychoanalyse als störender Einfluss, den der Therapeut sich bewusst machen und beseitigen müsse. Die moderne Psychoanalyse sieht die Gefühle des Therapeuten gegenüber dem Patienten auch als „Resonanzboden“, durch den er Informationen über den Patienten gewinnt.

## Begriff
Die Beobachtung dieses Phänomens geht auf Sigmund Freud zurück, der feststellte, dass eine Übertragung nicht nur selbst einen Widerhall früherer Beziehungen darstellt, sondern ihrerseits ein Echo im Therapeuten hervorruft. Freud forderte, es in der therapeutischen Sitzung zu bekämpfen und auszuschließen („in sich erkennen und bewältigen“). Zunächst hatte er auch in der Übertragung des Patienten auf den Therapeuten ein Therapiehindernis gesehen, dessen Nutzen für die therapeutische Arbeit er später erkannte. Hingegen blieb es Paula Heimann vorbehalten, die zentrale Bedeutung der Gegenübertragung für die psychotherapeutische Arbeit verständlich und zugänglich zu machen.
Es handelt sich, ebenso wie bei der Übertragung, um ein gewöhnliches Phänomen, das im sozialen Kontext weit verbreitet ist und – sozusagen „im Kleinen“ – in fast jedem zwischenmenschlichen Kontakt vorkommt. Wie Übertragungen sind auch Gegenübertragungen praktisch allgegenwärtig, da Menschen, die miteinander zu tun haben, im Gegenüber ständig unbewusst Gefühle auslösen, die mit ihrer eigenen Geschichte zu tun haben. In der Psychotherapie kann Gegenübertragung ein Hindernis darstellen, zugleich aber auch ein sehr wertvolles und sensibles Diagnose-Instrument sein. Voraussetzung hierfür ist eine hinreichende Selbsterfahrung des Therapeuten, in der er seine eigenen Konflikte, Kränkbarkeiten etc. kennenlernen konnte (vgl. Lehranalyse). Nur vor diesem Hintergrund kann der Therapeut erkennen und unterscheiden, was er aus seiner eigenen Lebensgeschichte mitbringt und was Teil der Problematik des Patienten ist, deren Teil er vorübergehend wird und werden muss. Längerfristig unerkannt, kann Gegenübertragung zu Verstrickungen und zu einer Gefährdung der Therapie führen, die zwar nicht notwendigerweise iatrogen im Sinne einer vom Therapeuten ausgehenden Störung sein müsste, gleichwohl ihre Ursache in der Schwäche des Therapeuten hätte, dessen Abwehrmechanismus mit dem des Patienten ein Bündnis eingehen würde.
Engere Beziehungen oder Freundschaften zwischen Therapeut und Patient machen therapeutisches Arbeiten unmöglich, da dieses eine hinreichende emotionale Distanz voraussetzt. Derartige Beziehungen sind daher nicht mit dem Berufsethos der Psychotherapeuten vereinbar (vgl. Abstinenzregel).
Auch in der pädagogischen Arbeit ist eine Balance von Nähe und Distanz unverzichtbar, zumal hier eine noch deutlichere Stärke-Schwäche-Dynamik zugrunde liegt als im psychotherapeutischen Kontext. Personen, die sich in einer Schwächeposition befinden, sind auf die objektive und vorurteilsfreie Behandlung durch einen Stärkeren angewiesen.

## Beispiel einer Gegenübertragung
Ein Patient fühlt sich von seiner Therapeutin gut verstanden und hegt freundschaftliche oder zärtliche Gefühle für sie (Übertragung), macht ihr Geschenke und lädt sie zum Kaffee ein (agierte Übertragung). Sie findet ihn sympathisch und verspürt eine Tendenz, auf das Angebot einzugehen (Gegenübertragung). Ginge sie tatsächlich darauf ein und nähme die Einladung an, so würde sie ihre Gegenübertragung agieren und damit gegen das Gebot der Abstinenz verstoßen.

## Bedeutung von „Gegenübertragung“
Der Begriff „Gegenübertragung“ wird in der Literatur unterschiedlich und widersprüchlich verwendet:
- alle Gefühle und Einstellungen des Therapeuten dem Patienten gegenüber
- die unbewusste neurotische Reaktion des Therapeuten auf die Übertragungen des Patienten
- die gesunde komplementäre Reaktion des Therapeuten auf die Übertragung des Patienten (Beispiel: Vater – Sohn, Eltern-Ich – Kind-Ich)
- die eigene infantile/neurotische Übertragung des Therapeuten gegenüber dem Patienten

Dies führt immer wieder zu Missverständnissen und Widersprüchen in den Diskussionen.
Michael Lukas Moeller schlug eine unterscheidbare Terminologie vor:
Gegenübertragung = angemessene komplementäre Reaktion auf die Übertragung des Patienten
Übertragung = neurotische Übertragung (auch eine des Therapeuten auf den Patienten)
Arbeitsbündnis = Ergebnis aus der Spannung von Angst und Vertrauen
Realbeziehung = erwachsene Ich-Gefühle zwischen Therapeut und Patient
In der Gegenübertragung ist auch immer eine Mischung enthalten von a) Gefühlen aus dem unbewussten Selbst des Patienten, also einem Erkennen seines Wesens, und b) Gefühlen aus der Übertragungsrolle, die der Patient dem Therapeuten zuschreibt. Oft wird nur eine Seite beachtet.

## Positive und negative Gegenübertragung
Prinzipiell lassen sich – wie bei der Übertragung – positive und negative Gegenübertragung unterscheiden, je nachdem, ob eher angenehme oder eher unangenehme Gefühle im Vordergrund stehen.
Die Formen der Gegenübertragung sind sehr vielfältig. Sie reichen von Zuneigung, sozialen oder zärtlichen Wünschen bis hin zu negativen Gefühlen, Abneigung oder abwertenden Gedanken und Äußerungen, die der Therapeut dem Patienten entgegenbringen kann.

## Konkordante und komplementäre Gegenübertragung
Gegenübertragung kann sowohl ein Gegenstück (komplementär) zur Übertragung sein als auch gleichartige (konkordant) Gefühle beinhalten. Hierfür zwei Beispiele aus dem pädagogischen Bereich:
- Konkordante Gegenübertragung (gleichartige, mit dem Erleben des Gegenübers übereinstimmende emotionale Reaktion): Ein Erzieher fühlt sich von einem Kind so behandelt, wie sonst das Kind behandelt wird (bzw. wie es sich behandelt fühlt).
- Komplementäre Gegenübertragung (entgegengesetzte emotionale Reaktion, das heißt Identifikation mit einer Bezugsperson des Gegenübers): Eine Erzieherin fühlt sich in der Elternrolle, beispielsweise wie die „überbehütende“ Mutter oder der „strafende“ Vater.

## Übertragung und Gegenübertragung in der Gruppenpsychotherapie
In der Gruppenpsychotherapie ist für den Gruppentherapeuten die Komplexität und Pluralität der Übertragungen und Gegenübertragungen der Teilnehmer untereinander und auf den Gruppentherapeuten und umgekehrt eine große fachliche und persönliche Herausforderung. Gegenübertragung in der Gruppe ist also immer multipel, zusammengesetzt aus den Gegenübertragungen auf verschiedene Teilnehmer. Auch die Teilnehmer selbst entwickeln Gegenübertragungen auf die Übertragungen der anderen Teilnehmer. Der Therapeut antwortet mit seiner Gegenübertragung auch auf das Verhalten der Gruppe als Ganzes, Moeller spricht von einer „Gruppengegenübertragung“.

## Umgang mit Problemen der Gegenübertragung
Der Umgang mit der Gegenübertragung stellt eine der größten Herausforderungen und Chancen für Psychotherapeuten, Ärzte, Pädagogen etc. in ihrer Arbeit dar. Nicht selten sind in psychotherapeutischen Sitzungen zur Sprache kommende Vorstellungen und geheime Wünsche des Patienten nach alltäglichem Urteil tatsächlich nicht angemessen und von Idealisierungen oder Perversionen geleitet. Dies ist jedoch Ausdruck der psychischen Probleme, derentwegen der Patient Hilfe sucht und die aufzulösen Aufgabe der Therapie ist. Der Therapeut ist darauf vorbereitet, dass die Situation auftreten kann und reagiert nicht (wie das soziale Umfeld des Patienten) persönlich betroffen, sondern mit freundlicher Neutralität.
Bei Schwierigkeiten im Übertragungs-Gegenübertragungs-Gefüge ist zur Auflösung der Situation häufig Unterstützung von dritter Seite nötig, beispielsweise reflektierende Gespräche, Intervision oder Supervision mit Kollegen sowie ggf. psychotherapeutische Hilfe. Bei einer erfolgreichen Bearbeitung der Gegenübertragung erhält der Therapeut nicht nur eine vertiefte Einsicht in die Schwierigkeiten des Patienten, sondern auch in zentrale Themen seiner eigenen Person. (Siehe auch: Balint-Gruppe)
Ein besonderes Forschungsfeld der (Gegen-)Übertragung entwickelt sich derzeit im Bereich der psychosomatischen Praxis. Hier können die Gegenübertragungsphänomene belastend für Therapeuten werden, wenn beispielsweise bei Patienten mit chronischen Schmerzsymptomen die Schmerzen für den Therapeuten im eigenen Leib spürbar werden oder beim bekannten Symptomwechsel von Klienten mit chronischer Hypertonie.
Thure von Uexküll schreibt noch von der Schwierigkeit des Therapeuten, beständig mit dem Symptom Umgang zu haben, ohne dabei zum Patienten vordringen zu können. Bei Gerd Rudolf wird mit dieser Thematik zusammenhängend der „problembesetzte Patient“ genannt, bei Karl König wird der Umgang mit dem psychosomatisch erkrankten Patienten sogar zu einem generellen Interaktionsproblem, bei dem auch die Persönlichkeit des Therapeuten erschwerend oder erleichternd wirken kann. Bernhard Schlage verweist auf die diagnostische Bedeutung des Gegenübertragungsgefühls im Erstkontakt mit psychosomatisch erkrankten Patienten und fordert eine Erweiterung der Forschung und Fortbildung für im psychosomatischen Feld des Gesundheitssystems tätige Kollegen. Auch in der Studie „Psychische Gesundheit am Arbeitsplatz in Deutschland“ wird auf die besondere Belastung und die daraus folgende zu verbessernde Arbeitsplatzsituation therapeutisch Tätiger hingewiesen.
(Zusätzliche Literatur:)

## Abgrenzung
Während bei der Übertragung der Patient emotional auf die Person des Therapeuten reagiert, ist es bei der Gegenübertragung umgekehrt.
Die projektive Identifikation ist ein spezieller Übertragungsmechanismus, bei dem der Patient den Therapeuten in seine individuelle Konfliktkonstellation mit einbezieht. Der Therapeut soll dabei stellvertretend für den Patienten unbewältigte Konflikte lösen, was in der Person des Therapeuten wiederum häufig heftige Gegenübertragungsgefühle auslöst. Gegenübertragung und projektive Identifikation treten deshalb in einer Therapiebeziehung häufig gemeinsam auf.

## Gegenübertragung und die Methodologie der Sozialwissenschaften
Da das Unbewusste nicht nur während des Schlafs und in der analytischen Situation aktiv ist, sind Übertragung und Gegenübertragung universelle Phänomene, die immer auftreten können, wenn Menschen aufeinander treffen, z. B. auch in der Schule zwischen Lehrern und Schülern. Der Ethnologe und Psychoanalytiker Georges Devereux hat daraus methodologische Konsequenzen für die Sozialwissenschaften gezogen.
In Angst und Methode in den Verhaltenswissenschaften schlägt Devereux vor, die Frage der Beziehung zwischen dem Beobachter und dem Beobachteten neu zu überdenken, wobei sich Devereux am Modell der Psychoanalyse orientiert. Devereux zufolge ist das klassische methodologische Prinzip, das dem Forscher vorschreibt von einem strikt objektiven Standpunkt aus zu beobachten, nicht umsetzbar und jeder Versuch, dies zu erreichen, geradezu kontraproduktiv. Stattdessen solle der Beobachter sich mitten in den Prozess hinein versetzen und beachten, dass das, was er beobachtet, immer von seiner eigenen Beobachtertätigkeit beeinflusst ist.
Genauer gesagt seien die einzigen Gegebenheiten, über die der Beobachter verfüge, das, was er wirklich wahrnimmt, seine eigenen Reaktionen auf die Reaktionen, die er selbst auslöst. Für Devereux muss der Beobachter über seine Beziehung zum Beobachteten so denken wie der Psychoanalytiker über die Beziehung zu seinem Analysanden. In jeder Untersuchung, in der es um Subjektivität von Menschen (oder auch von Tieren) geht, müsse so verfahren werden.

## Weitere Literatur
- Siegfried Bettighofer: Übertragung und Gegenübertragung im therapeutischen Prozess. Kohlhammer, Stuttgart 2016
- Andrea Gysling: Die analytische Antwort: Eine Geschichte der Gegenübertragung in Form von Autorenportraits. edition diskord, Tübingen 1995 (408 Seiten) (dies ist eine überarbeitete und erweiterte Fassung ihrer medizinischen Dissertation, entstanden im Jahr 1985 an der Universität Basel unter Gaetano Benedetti).
  - unveränderte Neuauflage: Psychosozial, Gießen 2009, ISBN 3-8379-2017-8.
- Hans-Peter Hartmann, Wolfgang E. Milch (Hg.): Übertragung und Gegenübertragung. Weiterentwicklungen der psychoanalytischen Selbstpsychologie. Psychosozial, Gießen 2001